# Gmina Arvika
Gmina Arvika (szw. Arvika kommun) – gmina w Szwecji, w regionie Värmland, z siedzibą w Arvika.
Pod względem zaludnienia Arvika jest 93. gminą w Szwecji. Zamieszkuje ją 26 275 osób, z czego 50,51% to kobiety (13 271) i 49,49% to mężczyźni (13 004). W gminie zameldowanych jest 1410 cudzoziemców. Na każdy kilometr kwadratowy przypada 15,84 mieszkańca. Pod względem wielkości gmina zajmuje 55. miejsce.